# تاكا بنغلاديشي
التاكا البنغلاديشي بالبنغالية টাকা هي عملة بنغلاديش الرسمية. يتحكم بنك بنغلاديش، وهو البنك المركزي للدولة بإصدار العملة، باستثناء فئة التاكا الواحدة والتاكاتين، والتي تقع تحت مسؤولية وزاة المالية في حكومة بنغلاديش. الرمز الأكثر شيوعا للعملة هو Tk أو ৳. التاكا الواحدة تقسم إلى 100 بيسة.

## وصلات خارجية
- الأوراق النقدية التاريخية لبنجلاديش (بالإنجليزية) (بالألمانية)